# 기타오가사촌
기타오가사촌(北小笠村)은 시즈오카현의 서부, 오가사군에 속해있던 촌이다. 현재 가케가와시 중심부의 서북부 일대와 하라노강 중류지역 및 다다키강 상류지역을 합친 U자형으로 구성된 촌이다. 

## 역사
- 1954년 3월 31일 - 와다오카촌, 사쿠라기촌이 합병해 오가사군 기타오가사촌이 성립하였다.
- 1957년 3월 31일 - 가케가와시에 편입해, 동일 기타오가사촌은 폐지되었다.

## 교통

### 철도
- 일본국유철도
  - 후타마타선 (현 덴류하마나코 철도 덴류하마나코선)

## 도로
당시 국도 제1호선이 촌의 남쪽 끝을 가로지르고 있다.

## 참고문헌
- 角川日本地名大辞典 22 静岡県